# صدمة نخاعية
صدمة نخاعية هي فقدانٌ مؤقتٌ أو انخفاضٌ في ردود الفعل تحت مستوى إصابة الحبل الشوكي. لا يوجد بشكل عام أي وظيفة حركية أو حسية أسفل الإصابة. عادةً ما تكون البداية مفاجئة. انخفاض ضغط الدم قد يكون موجودًا وقد لا يكون موجودًا. قد تكون الصدمة معقدةً بسبب الصدمة العصبية؛ أي انخفاض ضغط الدم بسبب فقدان التوتر الودي نتيجة إصابة الحبل الشوكي.
تحدث الصدمة العصبية بشكلٍ شائعٍ عن الإصابات الأخرى، مثل حادث اصطدام مركبة أو السقوط أو الحوادث الرياضية أو إيذاء النفس. قد تشمل الأسباب الأخرى انخفاض ضغط الدم أو من مضاعفات تصوير الأوعية. تتضمن الآلية الكامنة اضطرابًا شبه كامل أو شبه كامل من خلال مستوى الحبل الشوكي. يُعتقد أن صدمة العمود الفقري قد تم حلها مع عودة ردود الفعل، على الرغم من عدم عودة ردود الفعل إلى طبيعتها أبدًا. وتستمر بشكل عام من 4 إلى 12 أسبوعًا، وبعد ذلك يحدث التقبض.
لا يوجد علاجٌ محدد بمجرد حدوث الإصابة. ولكن تشمل الجهود المبذولة بشكل عام الحرص على منع انخفاض ضغط الدم وانخفاض مستويات الأكسجين. والرعاية طويلة الأمد مطلوبةٌ بشكل عام. يتأثر الذكور أربع مرات أكثر من الإناث. قد تكون الحالة قد وصفت في وقت مبكر من عام 1750 بواسطة وايت (Whytt)؛ وذلك على الرغم من أنَّ المصطلح نفسه قد استخدم لأول مرة في عام 1841 من قبل هال (Hall).